# 逆向获益法则
逆向获益法则（inverse benefit law）是一種理論，是指新藥品營銷的更好，對病人可能越不好。更準確的說法是，新的藥品對病人的获益相對其傷害的比例，會隨其營銷延伸的程度而遞減。逆向获益法则是由二位美國醫師Howard Brody及Donald Light在2011年提出，名稱的靈感是源自是由朱立安·哈特的逆向照顧法則。

### 引用
1. ↑  .   [2016-04-20]. （原始内容存档于2022-06-13）.

## 外部連結
- Donald W. Light （页面存档备份，存于）
- Equipo CESCA （页面存档备份，存于）
- Healthy Skepticism （页面存档备份，存于）
- Worst Pills, Best Pills （页面存档备份，存于）